# Рябчик (рослина)
Ря́бчик (Fritillaria) — рід багаторічних рослин родини лілієвих, що налічує близько 150 видів. Усі вони поширені у Північній півкулі. Багато його представників належать до декоративних, лікарських і харчових рослин. Деякі види отруйні.

## Назва
Латинська назва роду походить від слова fritillus — ним позначали склянку, яку використовували в азартних іграх для струшування гральних кубиків. Така асоціація невипадкова, оскільки квіти рябчиків формою дійсно нагадують невелику скляночку. Українська назва роду вказує на забарвлення оцвітини: майже у всіх представників роду вона більш-менш пістрява з цятками світлого або темного кольору.

## Опис

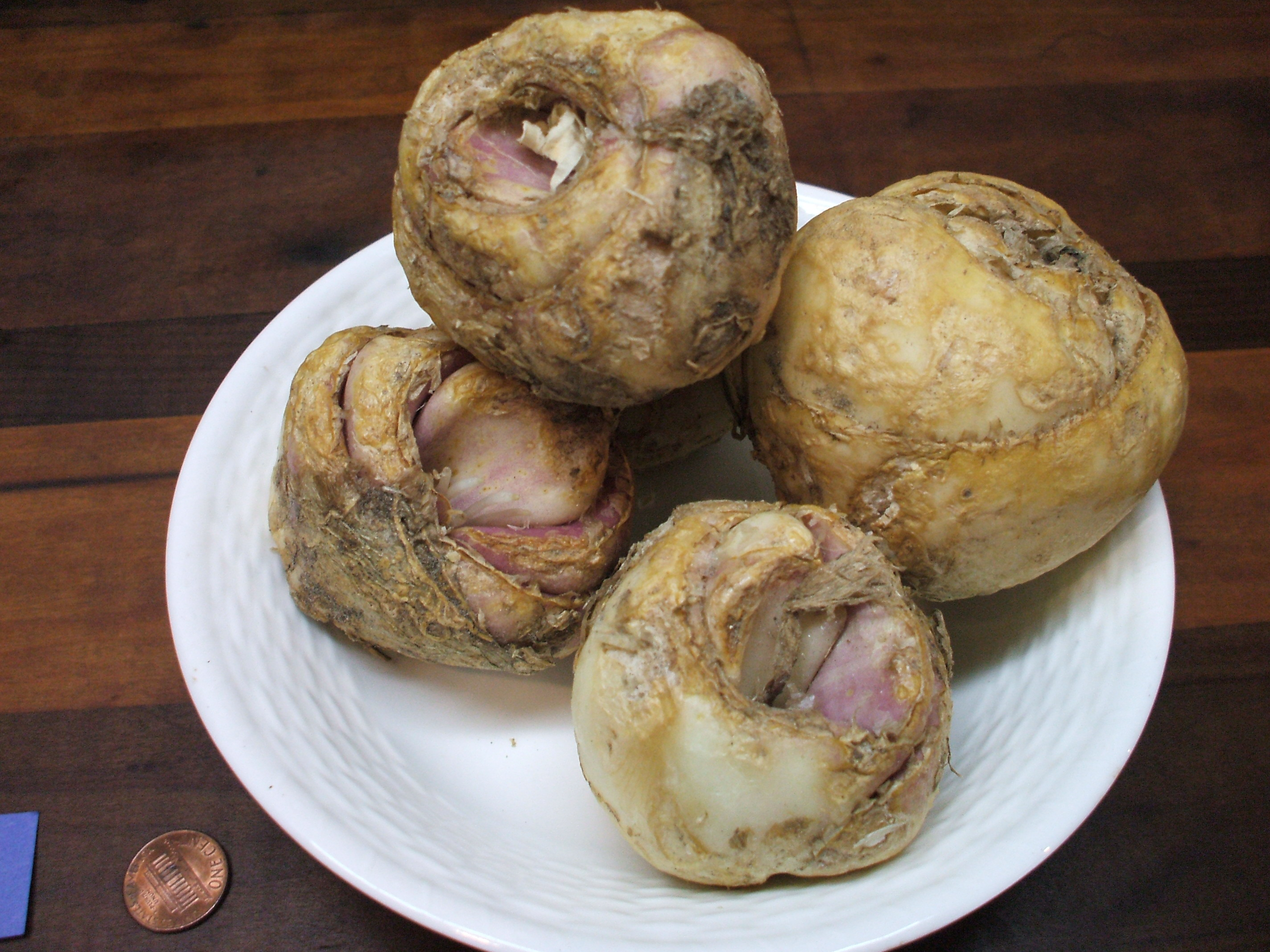
Бульбоцибулини рябчика царського

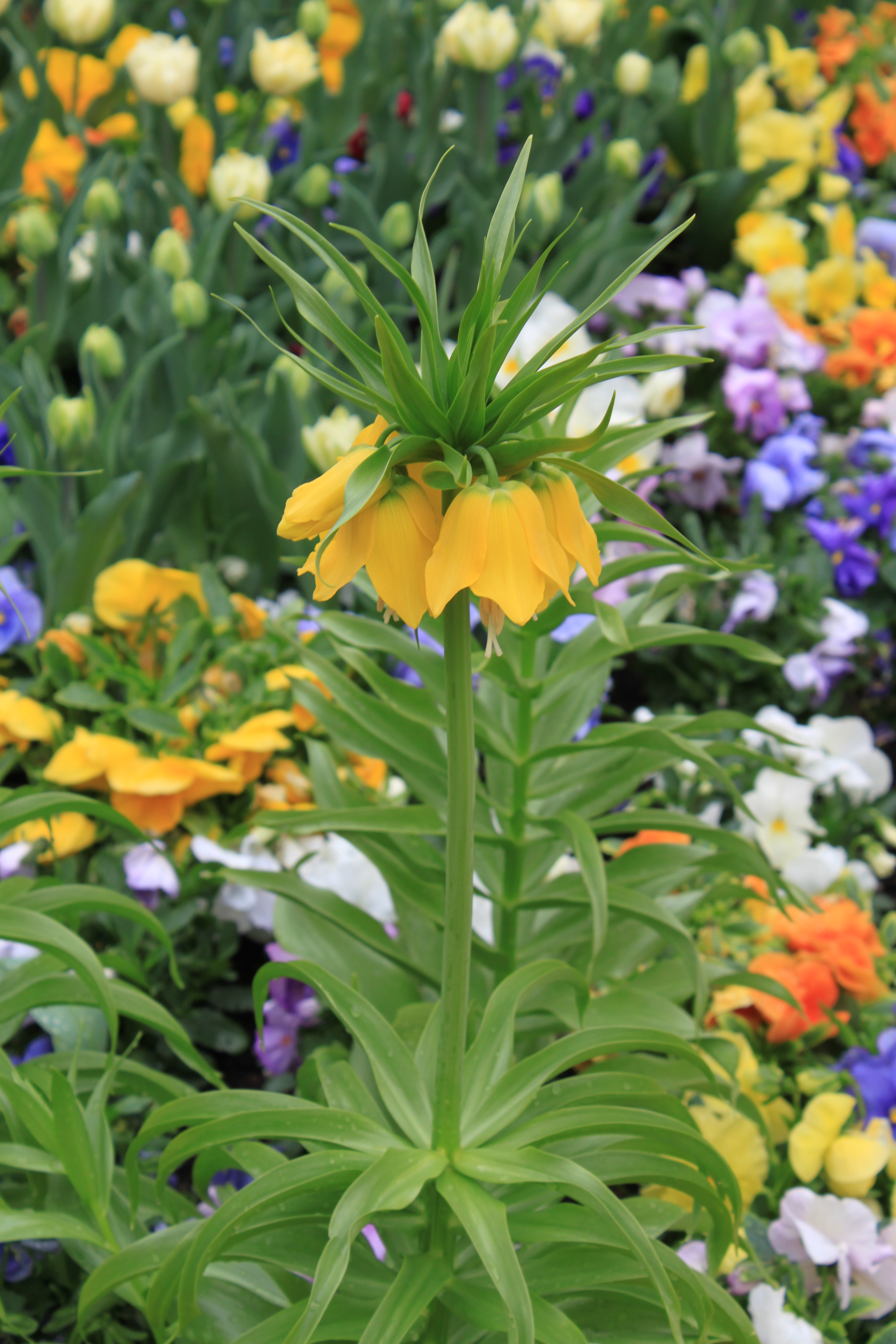
Рябчик царський у квітнику

Рябчики — трав'янисті рослини з досить коротким вегетаційним періодом. Зазвичай відмирання надземної частини відбувається у них в середині літа, тобто задовго до настання приморозків. Такі рослини називають ефемероїдами.
Усі види мають цибулини, які щороку замінюються на нові. Зазвичай вони складені з низових лусок та не мають покривних оболонок. У представників підроду Liliorhiza цибулини складаються з численних, дрібних, слабко з'єднаних між собою лусок, які легко відокремлюються і утворюють нові рослини. Дочірні цибулини у таких видів утворюються на кінцях товстих столонів, втягуючих коренів вони не мають. Втім більшість представників роду мають цибулини, що складаються з 2-3 соковитих, незрослих або напівзрослих лусок. Наприклад, представники підродів Petilium і Theresia мають тунікатні цибулини, що складаються з 1-4 м'ясистих лусок, які зрослися повністю або наполовину. Такі види мають втягуючи корені, здатні заглибити цибулину в ґрунт на 25 см. Дочірні цибулинки у них утворюються всередині материнської: вони розташовуються біля основи старих лусок.
Висота різних видів рябчиків коливається від 15 см до 1,5 м. Стебла завжди прямі, голі і гладкі. У дрібних видів вони можуть бути тонкими, а у найвищого рябчика царського доволі товсті і дебелі. Листки чергові або мутовчаті, сидячі (інколи стеблеосяжні), лінійної або ланцетної форми. Колір листя різниться від соковито- до блакитно-зеленого. Деякі види мають приквітки: наприклад, у рябчика імператорського вони зібрані у густі пучки, у рябчика руського виглядають як чіпкі вусики.
Квітки пониклі, зазвичай зібрані у негусті китиці, рідше — поодинокі. У типових представників роду оцвітина актиноморфна, дзвоникувата, у представників підроду Rhinopetalum — зигоморфна. Рябчикам притаманне або тьмяне, темно-пурпурове забарвлення (часто з чорним або бурим відтінком), або жовте з зеленкуватим відтінком чи темними цятками. Лише деякі види, як от рябчик царський, мають яскраве однотонне забарвлення квіток. Листочків оцвітини завжди шість, вони розташовані у двох колах, причому листочки зовнішнього кола дещо відрізняються формою від внутрішніх. Всередині віночка біля основи пелюсток розташовані нектарні ямки, інколи вони випинаються назовні у вигляді шпорця, інколи набувають вигляд борозенки на внутрішньому боці пелюстки. Пиляки прикріплюються до тичинкових ниток своїми основами.
Плоди — шестигранні, тригнізді коробочки з тупою верхівкою. Насіння пласке, летюче.

## Поширення
Представники роду поширені на всіх континентах Північної півкулі — їх можна зустріти у помірних областях Європи, Азії, Північної Америки. Центр видового розмаїття розташований в Західній Азії. В Україні зростає 8 видів, з них 4 занесені до Червоної книги України — це рябчики шаховий, руський, малий та гірський.

## Екологія

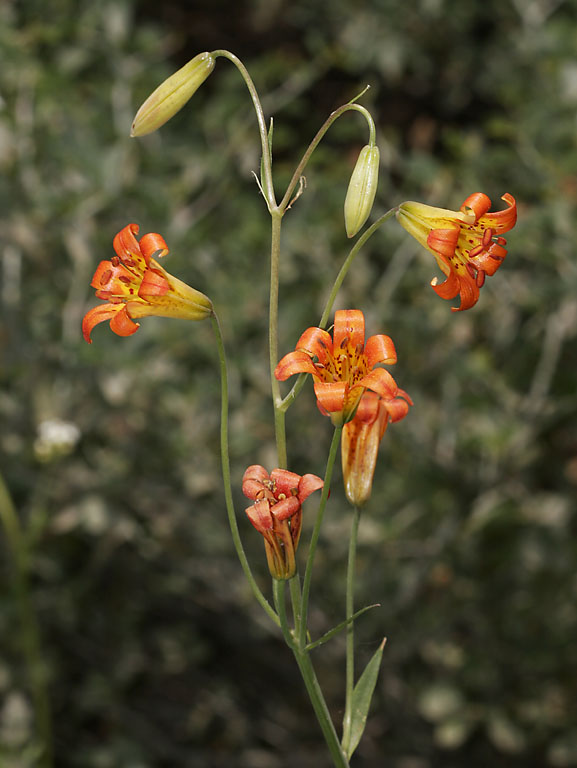
Fritillaria recurva

Рябчики — типові представники лучних і степових угруповань. Вони ростуть на відкритих, добре освітленних місцях (в культурі переносять легкий затінок), віддають перевагу помірно зволоженим ґрунтам. Вегетація цих рослин припадає на весну, коли у ґрунті достатні запаси вологи, тому рябчики добре переносять посушливе літо, а деякі види зростають навіть в аридних областях.
Азійські та європейські види рябчиків запилюються осами, джмелями, дрібними мухами. Квіти американських видів видають неприємний запах, який приваблює їхніх специфічних запилювачів — великих мух. Fritillaria recurva, також родом з Північної Америки, імітує формою квітки лілії, запилювачами яких є колібрі.
Рябчики відтворюються насіннєвим і вегетативним способами. Насіннєве відтворення поширене у більшості видів і належить до балістичного типу, тобто вивільнення насінин з плодів відбувається від коливань коробочок під поривами вітру, від поштовхів, спричинених рухом тварин, людей тощо. Вегетативне розмноження в природі великої ролі не відіграє за виключенням східноазійських видів, які відтворюються переважно за допомогою сланких столонів і опадаючих лусок. В культурі вегетативне розмноження є основним, в умовах аматорського квітникарства воно дозволяє швидко збільшити чисельність рослин у саду.
Рябчики ушкоджуються жуками Lilioceris lilii.

## Застосування

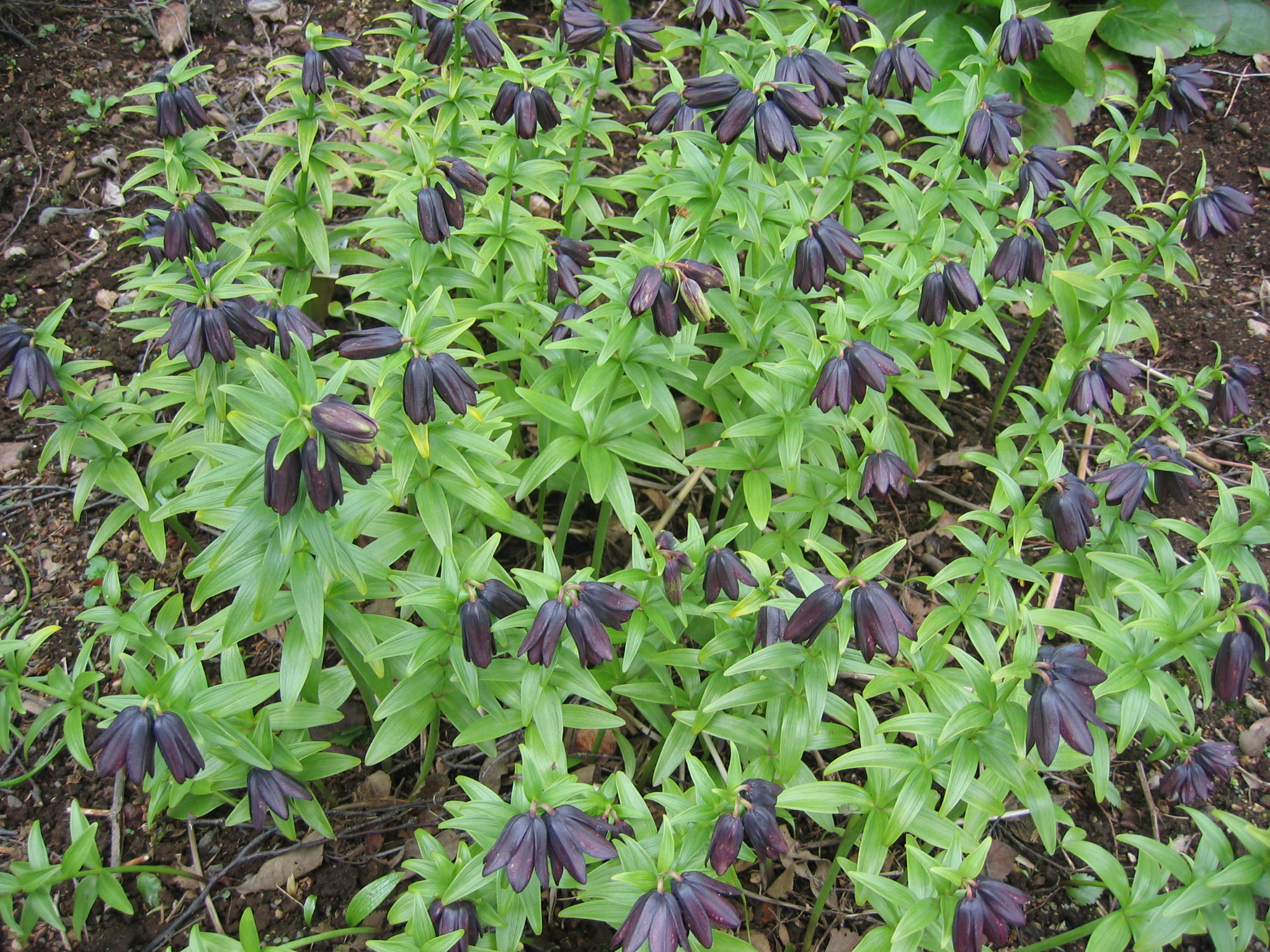
Fritillaria camschatcensis

Хоча у більшості рябчиків квіти дрібні і тьмяні, вони виглядають привабливо завдяки рідкісному в світі рослин забарвленню: темно-пурпуровому, чорно-бурому, жовто-рябому. Правда, найбільш відомий і популярний серед декоративних видів — рябчик імператорський — має нетиповий вигляд. Його багатоквіткові суцвіття високо підносяться над землею, під пучком густих приквітків розташовані китиці однотонних жовтих, червоних або помаранчевих квітів, які добре виглядають на фоні нарцисів, гіацинтів, зелених газонів тощо. Другий за популярністю після імператорського — рябчик шаховий. Він значно нижчий, але має специфічне темно-пурпурове забарвлення з оригінальним шаховим малюнком із білих цяток. Окрім імператорського і шахового в культурі зустрічається ще 71 вид, але ці рябчики практично невідомі широкому загалу садівників.
В народній медицині цибулини рябчиків використовували для лікування кашлю, захворювань легень і дихальних шляхів. У деяких видів цибулини попри гіркий смак їстівні. Наприклад, в минулі сторіччя індіанці Північної Америки і камчадали (мешканці Камчатки) займалися заготівлею цибулинок Fritillaria camschatcensis. Цибулини викопували за допомогою мотики або видобували із зимових схованок щуроголової нориці, потім їх нанизували на нитки і висушували. Заготовлену таким чином сировину називали «північно-західним рисом».
Водночас, багато видів рябчиків отруйні — вони містять алкалоїд імперіалін, який у великій кількості може викликати навіть зупинку серця.

## Види

### Підрід Eufritillaria
| - Fritillaria acmopetala Boiss. - Fritillaria aurea — синоніми Fritillaria brumulleri і Fritillaria cilicico-taurica - Fritillaria bithynica — синоніми Fritillaria citrina, Fritillaria dasyphylla, Fritillaria pineticola - Fritillaria caucasica Adams - Fritillaria crassifolia Boiss. & A. Huet - Fritillaria davisii Turrill - Fritillaria elwesii Boiss. - Fritillaria ehrhartii Boiss. & Orph. - Fritillaria graeca Boiss. & Spruner - Fritillaria gussichiae (Degen & Dörfl.) Rix - Fritillaria hermonis Fenzl ex Klatt - Fritillaria involucrata All. - Fritillaria latakiensis Rix - Fritillaria latifolia Willd. - Fritillaria lutea Mill. — синонім Fritillaria collina - Fritillaria meleagroides Patrin ex Schult.f. — рябчик малий - Fritillaria meleagris L. — рябчик шаховий - Fritillaria michailovskyi Fomin - Fritillaria minuta Boiss. ex Noë - Fritillaria montana Hoppe — рябчик гірський - Fritillaria olgae Vved. - Fritillaria orientalis Adam - Fritillaria pallidiflora Schrenk - Fritillaria pinardii — синоніми Fritillaria alpina, Fritillaria fleicheri - Fritillaria pontica Wahlenb. - Fritillaria pyrenaica L. — синонім Fritillaria nigra Mill. - Fritillaria regelii Losinsk. - Fritillaria renteri - Fritillaria ruthenica Wikstr. — рябчик руський - Fritillaria thunbergii Miq. - Fritillaria ussuriensis Maxim. - Fritillaria uva-vulpis — синонім Fritillaria assyriaca - Fritillaria verticillata Willd. - Fritillaria walujewii Regel — синонім Fritillaria albidoflora - Fritillaria whittallii Baker - Fritillaria affinis — синонім Fritillaria lanceolata - Fritillaria biflora Lindl. - Fritillaria camschatcensis (L.) Ker Gawl. - Fritillaria dagana Turcz. ex Trautv. - Fritillaria davidii Franch. - Fritillaria glauca Greene - Fritillaria maximowiczii Freyn - Fritillaria pudica (Pursh) Spreng. - Fritillaria arianum - Fritillaria bucharica Regel - Fritillaria karelinii Fischer ex D.Don - Fritillaria stenanthera (Regel) Regel - Fritillaria persica L. — синоніми Fritillaria libanotica, Fritillaria eggeri, Fritillaria arabica - Fritillaria seweizowii Regel - Fritillaria agrestis Greene - Fritillaria alburyana Rix - Fritillaria alfredae Post - Fritillaria amabilis Koidz. - Fritillaria amana (Rix) R.Wallis ex R.B.Wallis - Fritillaria anhuiensis S.C.Chen ex S.F.Yin - Fritillaria armena Boiss. - Fritillaria atrolineata Bakhshi Khan. - Fritillaria atropurpurea Nutt. - Fritillaria ayakoana Maruy. ex Naruh. - Fritillaria baskilensis Behcet - Fritillaria brandegeei Eastw. - Fritillaria byfieldii Özhatay ex Rix - Fritillaria carica Rix - Fritillaria cirrhosa D.Don — синонім Fritillaria roylei Hook. - Fritillaria chitralensis B.Mathew - Fritillaria chlorantha Hausskn. ex Bornm. - Fritillaria chlororhabdota Bakhshi Khan. - Fritillaria conica Boiss. - Fritillaria crassicaulis S.C.Chen | - Fritillaria dajinensis S.C.Chen - Fritillaria delavayi Franch. - Fritillaria drenovskii Degen ex Stoj. - Fritillaria dzhabavae A.P.Khokhr. - Fritillaria eastwoodiae - Fritillaria eduardii Regel - Fritillaria epirotica Turrill ex Rix - Fritillaria euboeica Rix - Fritillaria falcata (Jeps.) D.E.Beetle - Fritillaria ferganensis Losinsk. - Fritillaria fleischeriana Steud. & Hochst. ex Schult. & Schult.f - Fritillaria forbesii Baker - Fritillaria frankiorum R.Wallis & R.B.Wallis - Fritillaria fusca Turrill - Fritillaria gentneri Gilkey - Fritillaria gibbosa Boiss. - Fritillaria grandiflora Grossh. - Fritillaria grayana Reichenb.f. ex Baker - Fritillaria hispanica Boiss. ex Reut. - Fritillaria imperialis L. - рябчик царський - Fritillaria japonica Miq - Fritillaria kaiensis Naruh. - Fritillaria kittaniae Sorger - Fritillaria koidzumiana Ohwi - Fritillaria kotschyana Herb. - Fritillaria kurdica Boiss. ex Noë - Fritillaria lagodechiana Kharkev - Fritillaria legionensis Llamas ex J.Andrés - Fritillaria liliacea Lindl. - Fritillaria lusitanica Wikstr. - Fritillaria macedonica Bornm. - Fritillaria macrocarpa Coss. ex Batt. - Fritillaria messanensis Raf. - Fritillaria micrantha A.Heller - Fritillaria milasensis Teksen ex Aytaç - Fritillaria minima Rix - Fritillaria monantha Migo - Fritillaria mughlae Teksen ex Aytaç - Fritillaria muraiana Ohwi - Fritillaria mutabilis Kamari - Fritillaria obliqua Ker Gawl. - Fritillaria ojaiensis Davidson - Fritillaria olivieri Baker - Fritillaria ophioglossifolia Freyn ex Sint. - Fritillaria oranensis Pomel - Fritillaria orientalis Adam - рябчик східний - Fritillaria pelinaea Kamari - Fritillaria pinetorum Davidson - Fritillaria pluriflora Torr. ex Benth. - Fritillaria przewalskii Maxim. ex Batalin - Fritillaria purdyi Eastw. - Fritillaria raddeana Regel - Fritillaria recurva Benth. - Fritillaria rhodia A.Hansen - Fritillaria rhodocanakis Orph. ex Baker - Fritillaria rixii Zaharof - Fritillaria serpenticola (Rix) Teksen ex Aytaç - Fritillaria shikokiana Naruh. - Fritillaria sibthorpiana (Sm.) Baker - Fritillaria sichuanica S.C.Chen - Fritillaria sinica S.C.Chen - Fritillaria skorpilii Velen. - Fritillaria sonnikovae Shaulo ex Erst - Fritillaria spetsiotica Kamari - Fritillaria sporadum Kamari - Fritillaria stenanthera (Regel) Regel - Fritillaria straussii Bornm. - Fritillaria striata Eastw. - Fritillaria stribrnyi Velen. - Fritillaria taipaiensis P.Y.Li - Fritillaria tenella Lohmann - Fritillaria theophrasti Kamari ex Phitos - Fritillaria tortifolia X.Z.Duan ex X.J.Zheng - Fritillaria tubiformis Gren. ex Godr. - Fritillaria tuntasia Heldr. ex Halácsy - Fritillaria unibracteata P.K.Hsiao ex K.C.Hsia - Fritillaria viridea Kellogg - Fritillaria viridiflora Post - Fritillaria yuminensis X.Z.Duan - Fritillaria yuzhongensis G.D.Yu ex Y.S.Zhou |